# Kras

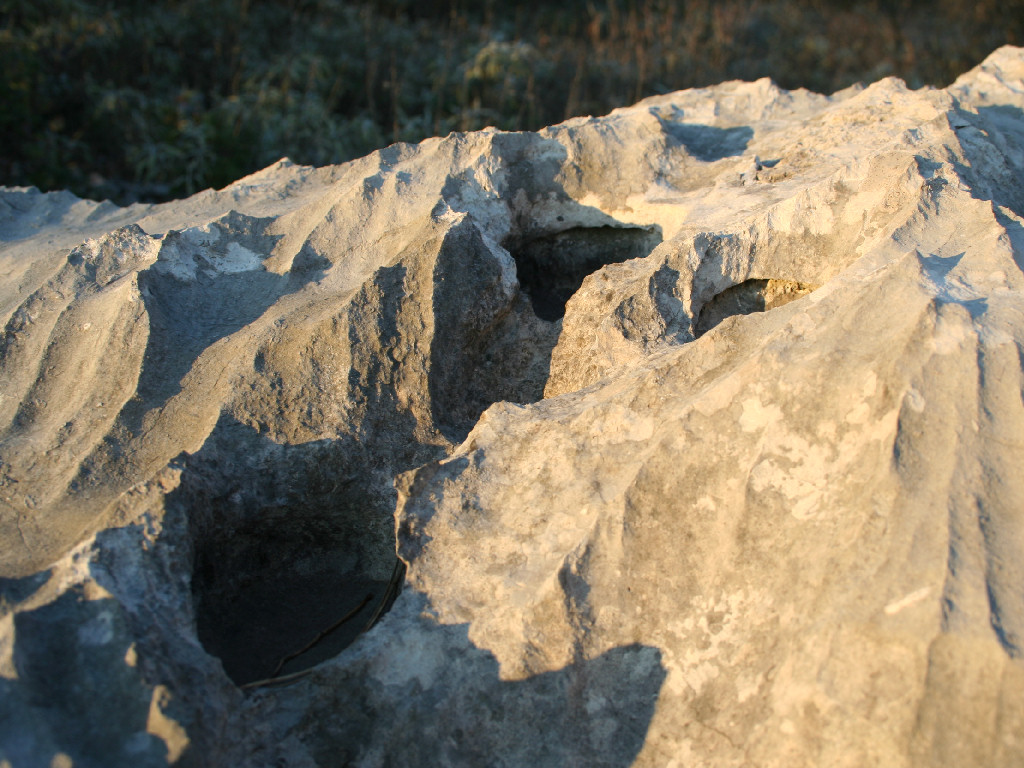
Pohled na škrapy, typický povrch krasových oblastí

Kras (též krasová oblast) je geologické označení pro soubor osobitých tvarů a jevů vznikajících činností povrchové a podzemní vody (erozí a zejména korozí) v krajině, jejíž podklad tvoří rozpustné horniny a minerály (vápenec či dolomit, sádrovec, halit). Voda vsakující se z povrchu do podzemí rozšiřuje původní puklinové systémy a vytváří jeskynní komplexy. Problematikou krasů se zabývá karsologie.
Krasové oblasti jsou málo zemědělsky úrodné, neboť v nich došlo k odstranění většiny zvětralitelného pláště.
Obnažená krajina krasových oblastí je náchylná podléhat chemickému zvětrávání, které je převážně dílem vody a vzdušného CO2. Z chemického hlediska dochází k reakci vzdušného oxidu uhličitého s vodou za vzniku slabé kyseliny uhličité. Slabě koncentrovaná kyselina začne postupně rozrušovat vápencový podklad, se kterým přechází do další chemické reakce, během které se uvolňuje kationt Ca2+ a hydrogenuhličitanový aniont. Chemické rozrušení horniny neustále postupuje a umožňuje tak vytváření někdy až bizarních tvarů v krajině.

## Chemické reakce
{\displaystyle H_{2}O+CO_{2}\ \rightarrow \ H_{2}CO_{3}}
{\displaystyle H_{2}CO_{3}+CaCO_{3}\ \rightarrow \ Ca(HCO_{3})_{2}}
{\displaystyle H_{2}O+CO_{2}+CaCO_{3}\ \rightarrow \ Ca(HCO_{3})_{2}}

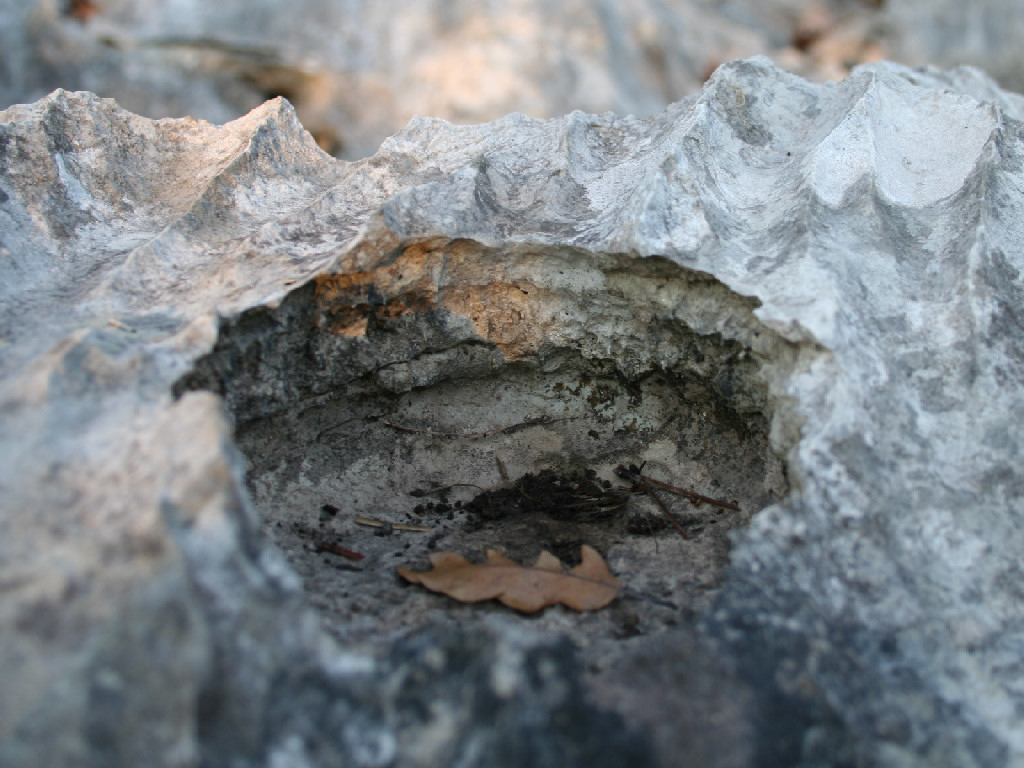
Detailní záběr na chemické rozrušování vápence

Hornina reaguje se směsí absorbovaného oxidu uhličitého a vody. Vzniklý hydrogenuhličitan vápenatý se rozpustí v nadbytečné vodě a proteče horninou, uvnitř jeskyní poté může probíhat zpětná reakce za vzniku krápníků z vápence.
Rychlost rozrušování horniny vlivem chemické koroze je ovlivněna celou řadou příčin, ať už se jedná o čistotu rozpouštěného vápence, jeho dostatečnou mocnost a rozsah, dostatečně rovný terén, celistvost, či humidní (vlhké) klima. Při dostatečném splnění těchto podmínek je umožněn vznik krasové oblasti.

Vybrané krasové jevy
1) škrapy, 2) vyvěračka, 3) ponor, 4) závrty, 5) komín, 6) krápníková výzdoba, 7) podzemní řeka

## Krasové jevy

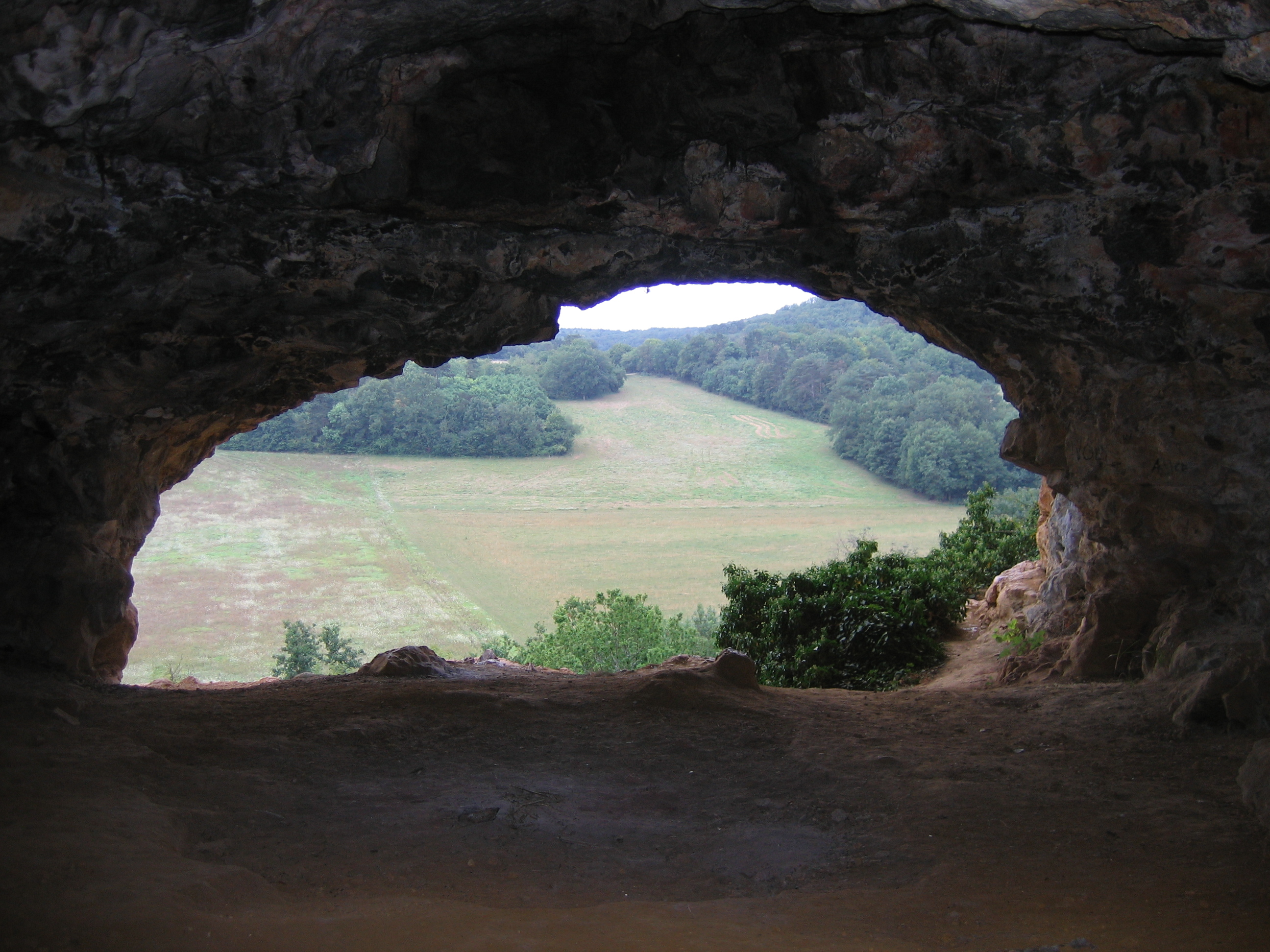
Vchod do jeskynního systému v St. Moré v Yonne, Francie

Krasové oblasti jsou protkány mnohými geologickými útvary, které rozdělujeme podle jejich vzniku na primární a sekundární krasové jevy.
- primární jevy – jsou jevy, které vznikají při přímém působení erozní činnosti vody. Jsou to například škrapy, závrty, říční ponory, ponorná řeka, krasová jezírka, krasové kapsy, geologické varhany, uvala, polje, slepé údolí, pěnovcová kaskáda, jeskyně atd.
- sekundární jevy – jsou jevy, které vznikají opětovným vysrážením rozpuštěného vápence z vodního prostředí a jejich opětovným návratem do pevného skupenství – sintr. Nejznámějšími sekundárními jevy jsou obecně krápníky, které odborná veřejnost přesněji označuje podle směru jejich růstu na brčko, stalaktit (roste od stropu jeskyně), stalagmit (roste ode dna jeskyně vzhůru), stalagnát (spojení stalagmitu a stalaktitu v jednolité těleso). Dále například závoje, excentrické krápníky, jeskynní růžice, „nickamínek“, jeskynní perly, travertinové hrázky atd.

Rychlost postupu erozní činnosti vody se přímo zvětšuje, čím více je narušena celistvost masívu. Vsakující se voda postupuje po drobných puklinkách, které svojí erozní činností rozšiřuje. Svojí reakční schopností voda rozleptává skálu, rozpouští minerály a odvádí je v podobě roztoku. Z drobných prasklinek se stávají pukliny. Následující eroze pukliny neustále zvětšuje až začnou vznikat primární útvary, které známe pod pojmem jeskyně.

## Jeskynní komplexy

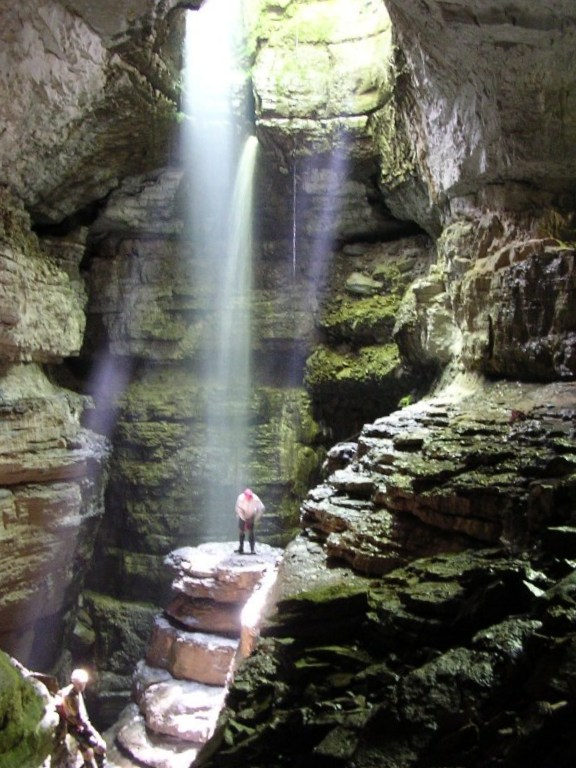
Zřícení stropu jeskynního systému v Arizoně, USA

Jeskyně jsou často rozsáhlé systémy chodeb, táhnoucí se třeba i desítky kilometrů pod zemským povrchem sahající až několik set metrů pod povrch. Vznikají tunely, které mohou dosahovat šířek železničních tunelů. Tlačící masa horniny v nadloží se může vlivem své vlastní váhy zbortit do vzniklého tunelu. Hovoříme o zřícení jeskynního stropu. Následné zřícení dovoluje vzniknout novému krasovému útvaru, který nazýváme propast, když dojde k propojení se zemským povrchem (v Česku nejznámější je propast Macocha v Moravském krasu). Když se zřícená část nepropojí se zemským povrchem, vzniká velká klenutá prostora, kterou nazýváme dóm.
Po poklesnutí hladiny spodní vody mohou vzniknout prostory, které jsou vyplněny vzduchem, ale do kterých i nadále prosakuje vsakující se voda z povrchu, která je nasycena rozpuštěnými minerály. Vlivem změny některého parametru (teploty, tlaku, atd.) se z vody opětovně začne vylučovat CO2, což má za následek srážení rozpuštěných minerálů a vznik velkolepé výzdoby jeskynních prostor v podobě krápníků a dalších jeskynních útvarů (viz výše).

## Povrchové vlastnosti
Při průchodu krasové oblasti lze rozeznat přítomnost podzemního krasu i přes bujarou vegetaci, která se může na povrchu udržet. Neklamným důkazem přítomnosti krasu (vyjma okolních hornin) jsou vodní toky (potoky, řeky atd.), které z nenadání mizí v otvorech na svazích kopců nebo vpadají do mísovitých závrtů. Vodní tok se může na dlouhé kilometry ztrácet z povrchu a na jiném místě zničehonic vyvěrat jako pramen, či jako vyvěračka. Známým příkladem je Slovinská Reka, která takto teče pod povrchem asi 40 km a vlévá se rovnou do Benátského zálivu.
Krasové oblasti byly v dávné minulosti často osídleny lidmi, kteří využívali jeskyní jako přirozených příbytků, ve kterých nalézali útočiště před nepřízní okolního prostředí. Jako důkaz osídlení jeskyň se do dnešních dnů zachovalo mnoho kosterních pozůstatků prapředků člověka, ale i jeho primitivní umělecké projevy v podobě nástěnných maleb zobrazující scény z každodenního života.

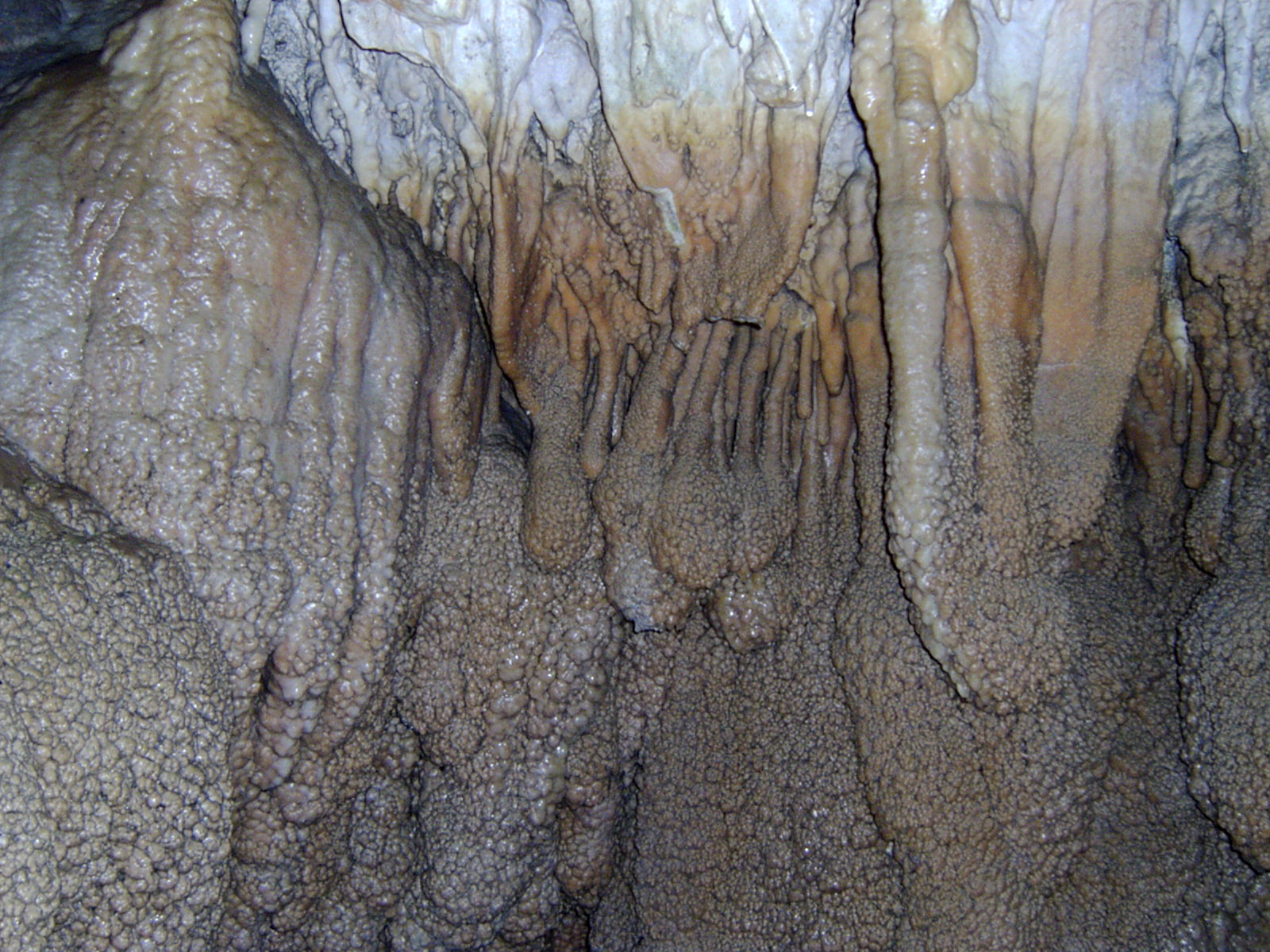
Detail na jeskynní výzdobu

Z pohledu zemědělství nejsou krasové oblasti vhodné pro zemědělské pěstování obilovin, jelikož vápenaté půdy jsou nehostinné a chudé. Půdní profil je slabý a humus je častokrát odnášen vodou. I přes dostatečné srážky bývají oblasti poměrně suché, jelikož se zde nemá voda jak udržet a většinou se okamžitě dostává do vodní sítě, kterou je odváděna pryč z oblasti.
Geologové krasové oblasti dále ještě dělí na
- úplný kras (tzv. holokarst) – označuje dokonale vyvinuté povrchové i podzemní krasové jevy (příkladem je Dinárský kras)
- neúplný kras (tzv. merokarst) – označuje povrch, který je pokrytý zvětralinami, kde jsou nedokonale vyvinuté povrchové krasové jevy.
- homolový kras (také mogotový) – je zvláštním případem krasu známého z Číny. Označuje oblasti, ve které nad okolní krajinu vyčnívají ostře řezané kopce zvané mogoty, které jsou pozůstatky po dřívější krasové oblasti. Erozní činnost odstranila veškerou masu hornin, která mezi těmito kopci byla (příkladem je Guilin)
- pseudokras – oblast v nekrasových horninách, ve které vznikly krasovým jevům podobné tvary (Labertouche Cave ve Victorii, Austrálie)

## Krasové oblasti v Česku
- Moravský kras
- Český kras
- Hranický kras
- Pavlovské vrchy
- Chýnovský kras
- Mladečský kras
- Kras pásma Branné
- Severomoravský kras
- Litovelský kras

### Významné jeskyně v Česku
- Amatérská jeskyně
- Punkevní jeskyně
- Sloupsko-šošůvské jeskyně
- Javoříčské jeskyně
- Koněpruské jeskyně
- Chýnovská jeskyně
- Balcarka
- Kateřinská jeskyně
- Býčí skála

## Krasové oblasti ve světě
- Dinárský kras
- Qui-lin
- cockpitský kras (v Portoriku, či na Jamajce)
- kras v Srbsku a Černé Hoře
- kras ve Slovinsku: Kras, Notranjska, Dolenjska, Vysoký Kras, Julské Alpy, Kamniško-Savinjske Alpe
- Krakovsko-čenstochovská jura v Polsku
- Yorkshire Dales v Anglii
- oblast Waitomo na Novém Zélandu
- poloostrov Florida
- Cenote na poloostrově Yucatán
- Karst forest v Portoriku
- pohoří Bihor a Vlădeasa v Rumunsku
- Slovenský kras, Demänovské vrchy, Východní Tatry na Slovensku
- Špicberky – pravděpodobně nejsevernější krasová jeskyně na světě (Peca Cave)[2]